# SN 2007bp
SN 2007bp – supernowa typu II odkryta 26 marca 2007 roku w galaktyce A092400+0512. W momencie odkrycia miała maksymalną jasność 15,60m.